# Liste der denkmalgeschützten Objekte in Lengau
Die Liste der denkmalgeschützten Objekte in Lengau enthält die 14 denkmalgeschützten, unbeweglichen Objekte der Gemeinde Lengau im Bezirk Braunau am Inn.

## Denkmäler
| Foto  |                 | Denkmal                                                                                              | Standort                                           | Beschreibung | Metadaten |
| ----- | --------------- | --- | -------------------------------------------------- | --- | --- |
| ja    | Datei hochladen | Wohnhaus, Vereinshaus HERIS-ID: 70237 Objekt-ID: 83349                                               | Alter Markt 12 Standort KG: Friedburg              | | BDA-Hist.: Q38124524 Status: § 2a Stand der BDA-Liste: 2025-06-30 Name: Wohnhaus, Vereinshaus GstNr.: 124/1                                                                              |
| ja    | Datei hochladen | Ehemaliges bayerisches Landgericht HERIS-ID: 70238 Objekt-ID: 83350                                  | Alter Markt 14 Standort KG: Friedburg              | | BDA-Hist.: Q38124544 Status: § 2a Stand der BDA-Liste: 2025-06-30 Name: Ehem. Landgericht GstNr.: 122/4                                                                                  |
| ja    | Datei hochladen | Kath. Pfarrkirche hl. Sebastian HERIS-ID: 52119 Objekt-ID: 58336                                     | Alter Markt 39 Standort KG: Friedburg              | Eine Kirche in Friedburg wurde um 1180 urkundlich genannt. Von 1867 bis 1869 erfolgte ein Neubau. Im Turm befindet sich eine Glocke aus dem Jahr 1475. | BDA-Hist.: Q26252164 Status: § 2a Stand der BDA-Liste: 2025-06-30 Name: Kath. Pfarrkirche hl. Sebastian GstNr.: .54 Pfarrkirche hl. Sebastian, Friedburg                                 |
| ja    | Datei hochladen | Pfarrhof Friedburg HERIS-ID: 52120 Objekt-ID: 58337                                                  | Alter Markt 40 Standort KG: Friedburg              | Der Pfarrhof wurde zwischen 1676 und 1679 errichtet und im Laufe der Zeit mehrfach baulich verändert. Im Jahr 1737 erfolgte der Anbau eines Kaplanstöckls. 1974 wurden die landwirtschaftlichen Nebengebäude abgerissen. | BDA-Hist.: Q38049290 Status: § 2a Stand der BDA-Liste: 2025-06-30 Name: Pfarrhof und Kaplanstöckl GstNr.: 155                                                                            |
| ja    | Datei hochladen | Kriegerdenkmal HERIS-ID: 70211 Objekt-ID: 83321                                                      | Friedburg Standort KG: Friedburg                   | An dem Platz zwischen Pfarrkirche und Aufbahrungshalle steht ein Denkmal zur Erinnerung an die Gefallenen der beiden Weltkriege. | BDA-Hist.: Q38124302 Status: § 2a Stand der BDA-Liste: 2025-06-30 Name: Kriegerdenkmal GstNr.: 179                                                                                       |
| ja    | Datei hochladen | Ehem. Burganlage, Burgstall Friedburg HERIS-ID: 70251 Objekt-ID: 83363                               | Friedburg Standort KG: Friedburg                   | Die Friedburg, eine nur noch als Burgstall erhaltene ehemalige Höhenburg, wurde erstmals 1180 urkundlich erwähnt und diente als Verwaltungssitz der Bischöfe von Bamberg für das Mattigtal. Sie liegt auf einer Anhöhe bei 590 Metern Seehöhe. Die Anlage ist von Gräben umgeben und weist eine zweifache Wall-Graben-Anlage auf. Im Spanischen Erbfolgekrieg wurde die Burg schwer beschädigt, danach aber wieder instand gesetzt. Ab 1777 war sie dem Verfall preisgegeben und diente als Baumaterialquelle für Gebäude in der Umgebung. | BDA-Hist.: Q1011854 Status: Bescheid Stand der BDA-Liste: 2025-06-30 Name: Ehem. Burganlage, Burgstall Friedburg GstNr.: 18/1, 18/5, 18/6, 18/11, 15, 18/8, 18/9 Burg Friedburg (Lengau) |
| ja    | Datei hochladen | Kath. Filialkirche, Wallfahrtskirche hl. Matthäus HERIS-ID: 52184 Objekt-ID: 58586                   | Heiligenstatt Standort KG: Heiligenstadt           | Die Filial- und Wallfahrtskirche hl. Matthäus ist ein im Kern gotischer Bau, der 1731 barockisiert wurde. | BDA-Hist.: Q38049701 Status: § 2a Stand der BDA-Liste: 2025-06-30 Name: Kath. Filialkirche, Wallfahrtskirche hl. Matthäus GstNr.: .70                                                    |
| ja    | Datei hochladen | Dorfkapelle hl. Laurentius HERIS-ID: 70405 Objekt-ID: 83519                                          | Teichstätt Standort KG: Heiligenstadt              | | BDA-Hist.: Q38125026 Status: § 2a Stand der BDA-Liste: 2025-06-30 Name: Dorfkapelle hl. Laurentius GstNr.: 1877                                                                          |
| ja    | Datei hochladen | Bauernhaus Schloßbauer, ehem. Schloss Teichstätt HERIS-ID: 38724 Objekt-ID: 38317                    | Teichstätt 1 Standort KG: Heiligenstadt            | Das Schloss Teichstätt ist ein lang gestreckter Bau mit Rundtürmen, 1363 erstmals urkundlich erwähnt. 1563 bis 1566 wurde es renoviert und erweitert. Nach einem Brand im 17. Jahrhundert wurde es wieder aufgebaut. Nach 1879 wurden es für eine Nutzung als landwirtschaftlicher Gutsbetrieb adaptiert. | BDA-Hist.: Q2243693 Status: Bescheid Stand der BDA-Liste: 2025-06-30 Name: Bauernhaus Schloßbauer, ehem. Schloss Teichstätt GstNr.: 1833 Schloss Teichstätt                              |
| BW    | Datei hochladen | Urzeitliche Befestigungsanlage Buchberg bei Heiligenstadt HERIS-ID: 112182 Objekt-ID: 130251         | Flur Buchberg Standort KG: Heiligenstadt           | | BDA-Hist.: Q37829202 Status: Bescheid Stand der BDA-Liste: 2025-06-30 Name: Urzeitliche Befestigungsanlage Buchberg bei Heiligenstadt GstNr.: 1690/5, 1690/6, 1690/7, 1690/8, 1670       |
| ja    | Datei hochladen | Kath. Pfarrkirche Maria Lourdes und Kriegerdenkmal HERIS-ID: 70412 Objekt-ID: 83526                  | Kobernaußerwaldstraße 9, bei Standort KG: Krenwald | Die Kirche hat ein dreischiffiges Langhaus mit offenem Dachstuhl. Sie wurde auf Initiative des Pfarrers Johann Weißengruber nach Plänen des Bad Haller Architekten Richard Puchner 1934–1936 erbaut und am 12. Oktober 1936 von Bischof Johannes Maria Gföllner geweiht. Ein von Johann Weißengruber geschnitztes Kreuz bildet das Zentrum des Altarraumes. Im linken Seitenschiff befindet sich die Lourdesgrotte, im rechten der Herz-Jesu-Altar. | BDA-Hist.: Q24817372 Status: § 2a Stand der BDA-Liste: 2025-06-30 Name: Kath. Pfarrkirche Maria Lourdes und Kriegerdenkmal GstNr.: 497/4 Pfarrkirche Maria Lourdes, Schneegattern        |
| ja    | Datei hochladen | Schloss Erb HERIS-ID: 38762 Objekt-ID: 38359                                                         | Untererb 2 Standort KG: Krenwald                   | Die Geschichte von Schloss Erb geht einigen Quellen zufolge bis auf das Jahr 1150 zurück. Der größte Teil der Bausubstanz stammt jedoch aus dem 17. Jahrhundert. Das dreigeschoßige Wohn- und Hauptgebäude mit hohem Walmdach und die daran angebauten eingeschoßigen Wirtschaftsflügel mit Türmen umschließen einen schmalen Hof. Im obersten Geschoß des Haupttraktes befinden sich ein Rittersaal und ein Erkerzimmer mit Kassettendecke. Die Fenster sind mit schmiedeeisernen Rautengittern versehen. Über dem Haupteingang befindet sich eine Sonnenuhr. Die linke Ecke des Tortraktes wird von einem vorgeschobenen fünfeckigen Turm gebildet. | BDA-Hist.: Q2240865 Status: Bescheid Stand der BDA-Liste: 2025-06-30 Name: Schloss Erb GstNr.: .4 Schloss Erb                                                                            |
| ja    | Datei hochladen | Aufnahmsgebäude Friedburg-Lengau HERIS-ID: 45912 Objekt-ID: 47444seit 2021                           | Bahnhofstraße 23 Standort KG: Lengau               | Das Aufnahmsgebäude Friedburg-Lengau liegt an der 1873 eröffneten Mattigtalbahn. | BDA-Hist.: Q105665739 Status: Bescheid Stand der BDA-Liste: 2025-06-30 Name: Aufnahmsgebäude Friedburg-Lengau GstNr.: .404 Aufnahmsgebäude Bahnhof Friedburg                             |
| ja BW | Datei hochladen | Kath. Pfarrkirche hl. Jakob der Ältere, Friedhof und Kriegerdenkmal HERIS-ID: 52235 Objekt-ID: 58820 | Lengauer Hauptstraße 13 Standort KG: Lengau        | Die im Kern gotische Kirche wurde Mitte des 17. Jahrhunderts barockisiert. | BDA-Hist.: Q26291140 Status: § 2a Stand der BDA-Liste: 2025-06-30 Name: Kath. Pfarrkirche hl. Jakob der Ältere, Friedhof und Kriegerdenkmal GstNr.: .297, 2626 Sankt Jakobus (Lengau)    |